# Portalna nasložna kola
Portalna nasložna kola ili nadvozna kola slična su po svom uvrštavanju u prijevoz postranim viljuškarima. Veoma su prikladna za prijenos kontejnera, koje mogu naslagati u 3 reda. Visina portala nasložnih kola doseže do oko 10 metara.

## Podna prenosila s uređajem za podizanje
Podna prenosila s uređajem za podizanje imaju podizni uređaj koji omogućuje lagan i jednostavan utovar i istovar tereta. Za takav prijevoz teret mora biti unaprijed složen na prijevoznim (transportnim) stalcima, paletama ili u nasložnim sanducima.

### Niskopodizna podna prenosila
Niskopodizna podna prenosila služe za prijenos materijala koji nije potrebno slagati jedan na drugi. Najstarija su izvedba takvih prenosila niskopodizna kolica s nosivom platformom koja je od 200 do 300 mm iznad poda. Kolica se podvezu pod teret složen na prijenosnom (transportnom) stalku (ploča na 4 kratke noge), pa se pomoću uređaja za podizanje podigne stalak s teretom i preveze na određeno mjesto, gdje se stalak s teretom spusti na pod. 
Budući da su standardizirane palete (na primjer europaleta) najčešće zamijenile prijenosne stalke, to su niskopodizni viljuškari gotovo potpuno istisnuli niskopodizna kolica. Viljuškari se vuku rukom ili imaju akumulatorski električni pogon. Upravljaju se ručno, i to hodajući uz viljuškar ili stojeći, odnosno sjedeći na viljuškaru. Uređaj za podizanje najčešće je hidraulički, pokretan ručno ili električki. Viljuška se može podići oko 100 mm. Nosivost niskopodiznih viljuškara iznosi od 1 200 do 3 000 kg, a brzina od 4 do 6 km/h. Niskopodizni viljuškari veoma su prikladni za raznošenje i sakupljanje paletiziranog tereta u radionicama i skladištima. Upotrebljavaju se za utovar i istovar vagona i kamiona preko utovarnih rampa ako se roba ne mora slagati jedna na drugu.
U istu grupu spadaju i nadvozna kola. Jednostavne, hidraulički pokretane hvataljke prihvaćaju teret i smještaju ga u prostor između 4 vozna kotača. Zbog takva središnjeg smještaja tereta omjer korisne i vlastite mase može iznositi oko 2:1, što je izvanredno povoljno. Nadvozna su kola veoma prikladna za prijenos velikih slogova dugačkih materijala (cijevi, šipke, drvena rezana građa i slično) na prostranim skladišnim prostorima. Nosivost iznosi od 5 do 25 tona, a brzina je do 60 km/h, pa i više.